# عرض الصلعاء (ذي السفال)

تعديل مصدري - تعديل

عرض الصلعاء محلة تابعة لقرية الظهر، التابعة لعزلة السيف بمديرية ذي السفال إحدى مديريات محافظة إب في الجمهورية اليمنية، بلغ تعداد سكانها 98 حسب تعداد اليمن لعام 2004.